# Geulhem
Geulhem (Limburgs: Geulem) is een gehucht in de voormalige gemeente Berg en Terblijt, thans gemeente Valkenburg aan de Geul en ligt tussen de plaatsen Houthem en Berg ingeklemd.

## Geschiedenis
De naam Geulhem wordt voor het eerst in een akte vermeld in 1360. De naam duidt op de ligging van het gehucht aan de rivier de Geul. Van de gebouwen in deze kern is de watermolen van Geulhem het oudste. Deze molen was er al voor 1306. Geulhem ligt gedeeltelijk in een dal en gedeeltelijk aan een helling, de Geulhemmerberg.

## Bezienswaardigheden
Naast de Geulhemmermolen, die thans in gebruik is als café, bevinden er zich in de directe omgeving de onderaardse gangenstelsels van de Geulhemmerberg: de Geulhemmergroeve. In het verleden werden gedeelten van deze door mergelwinning ontstane groeven gebruikt als ondergrondse woningen: de Rotswoningen van Geulhem. 
Heinrich Witte geeft in zijn In en om Valkenburg, Fauquemont. Wandelgids voor Valkenburg's omstreken uit 1890 een korte beschrijving van een bezoek aan zo'n woning.
Een deel van de grotwoningen is gerestaureerd en tijdens groepsrondleidingen te bezichtigen. In de Geulhemmergroeve bevindt zich ook een gerestaureerde schuilkapel. Bij de ingang van de Geulhemmergrot is een mergelstenen beeld geplaatst van een blokbreker, de ambachtsman die in het verleden met behulp van vaak primitieve werktuigen de blokken mergel ondergronds won. In Geulhem bevindt zich ook een romantisch aandoend kasteeltje, dat aan het einde van de negentiende eeuw werd gebouwd en thans in gebruik is als hotel, kasteel Geulzicht. Het is ontworpen door architect Henri Reek in opdracht van de industrieel Zuyderhoudt en opgetrokken in Engelse neogotische stijl. Geulhem is een geliefd vakantieoord door de directe nabijheid van hellingbossen en de aanwezigheid van diverse hotels.
Aan de Geulweg ligt het oorlogsmonument Bronsdaelgroeve bij de ingang van de Curfsgroeve. Bij diezelfde ingang staat ook een ruïne van de Kalkoven bij ingang Curfsgroeve en op nog eens 150 meter naar het noordwesten staat de Kalkoven bij Curfsgroeve.

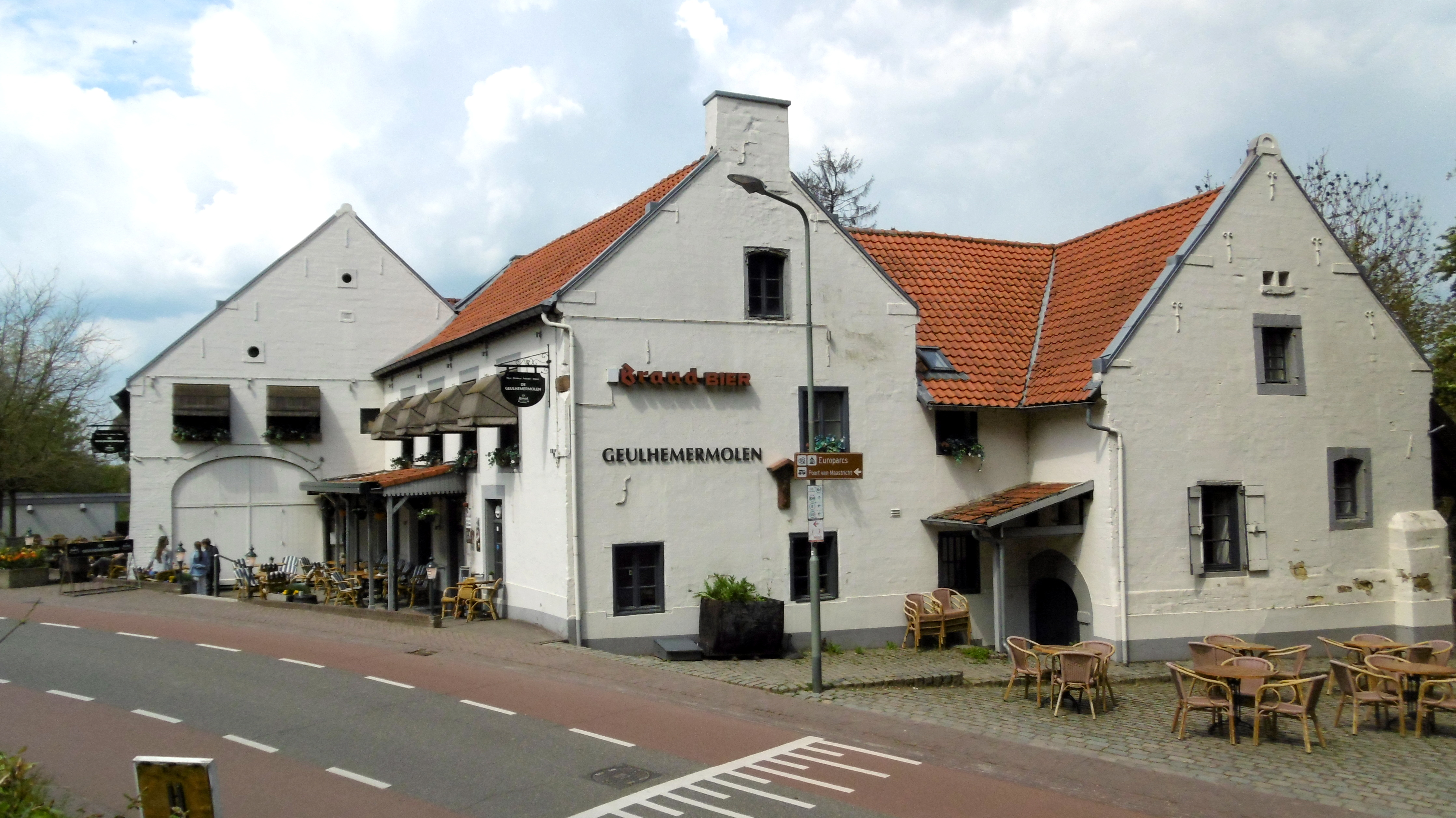
Geulhemmermolen
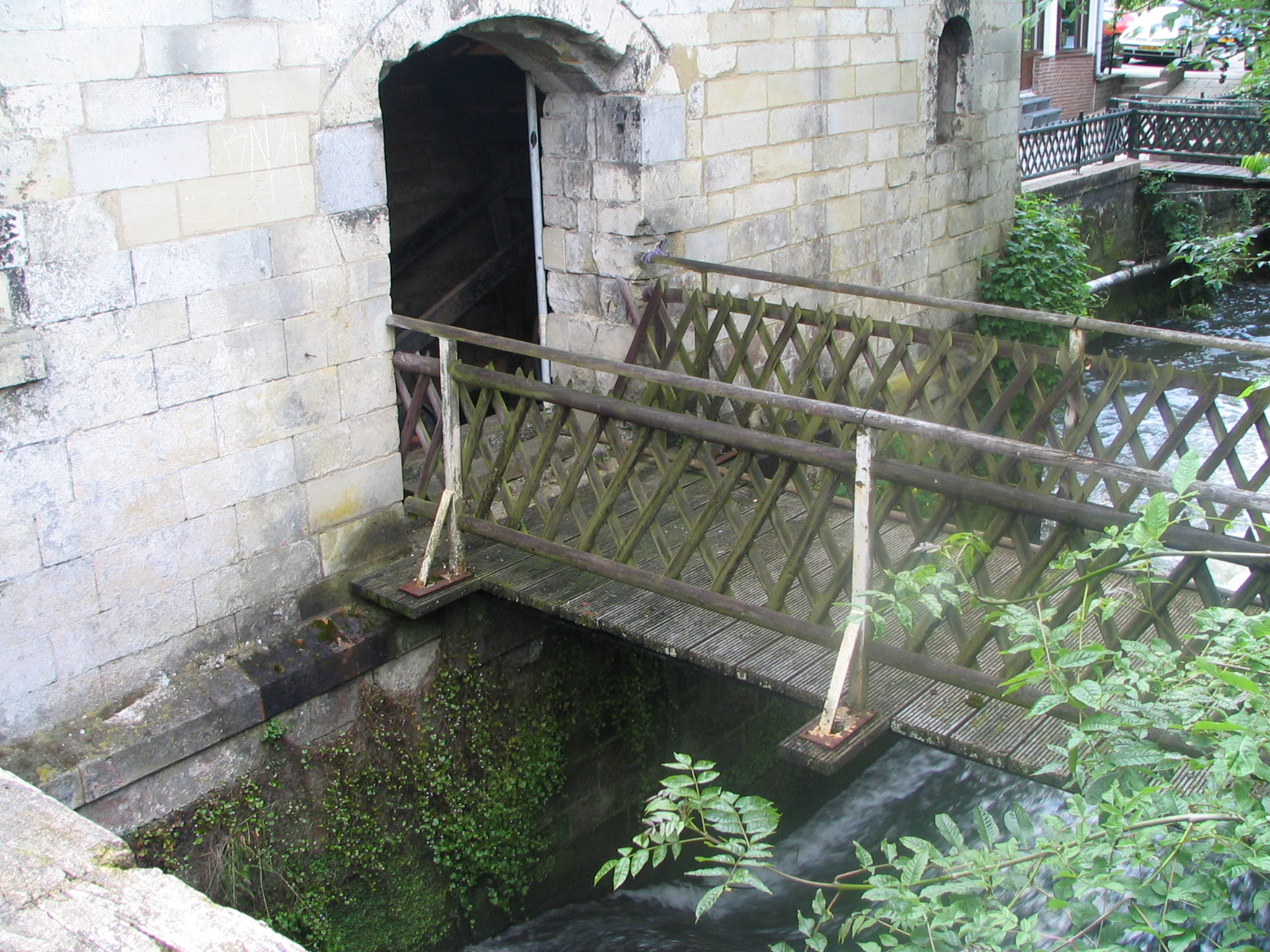
Geulhemmermolen
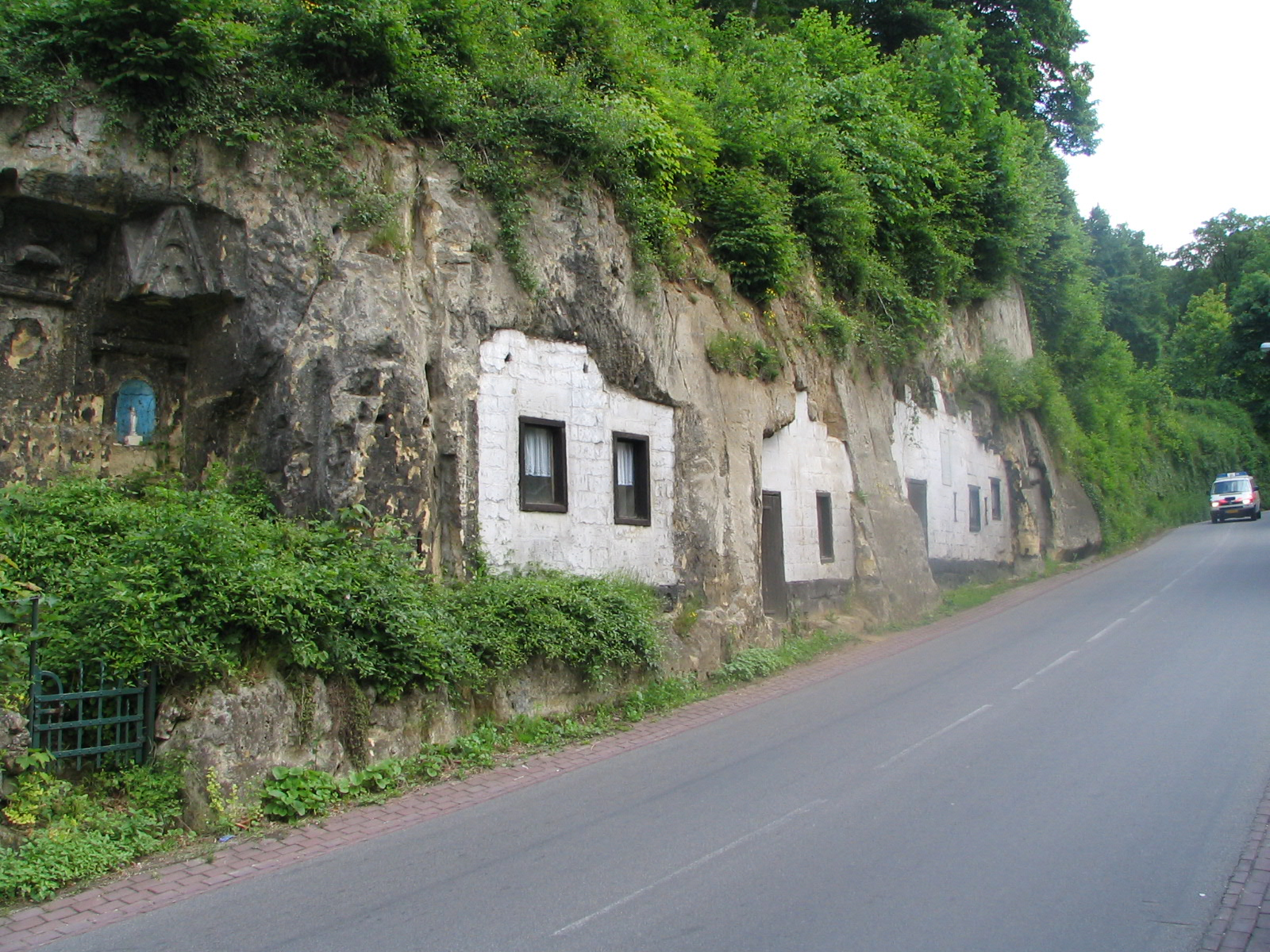
Rotswoning
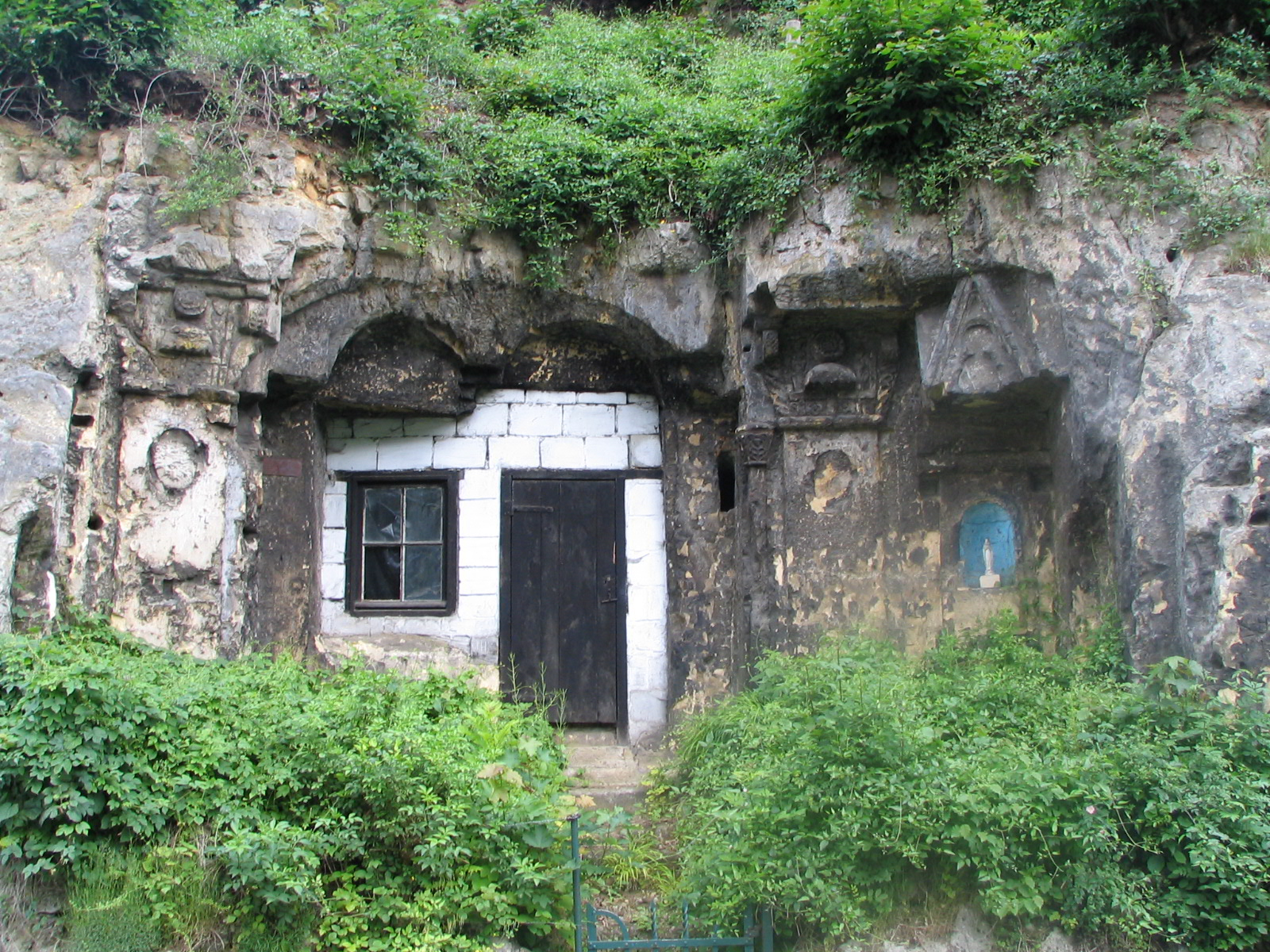
Rotswoning
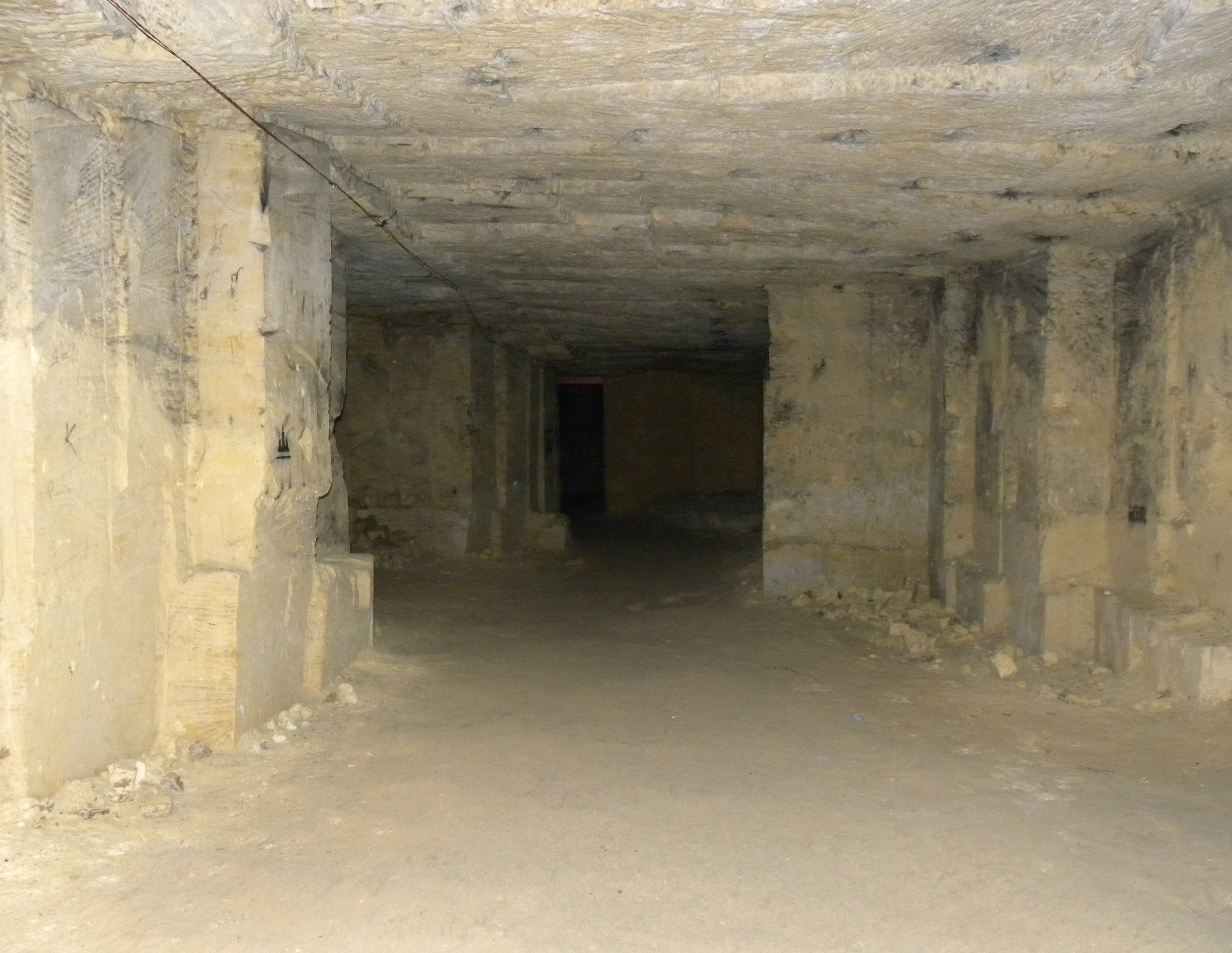
Geulhemmergroeve
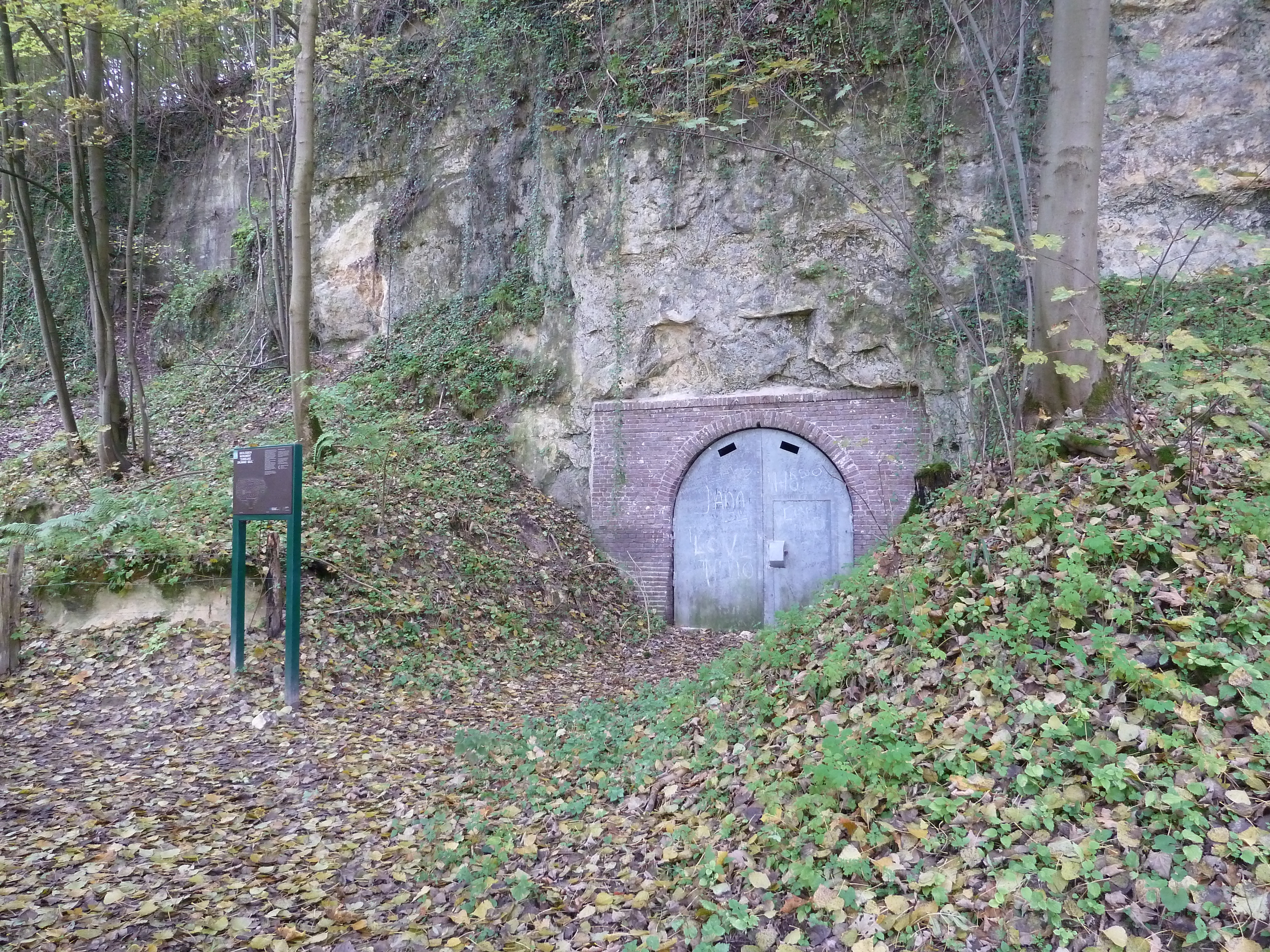
Geologisch monument Zuidelijke Dalwand Geul
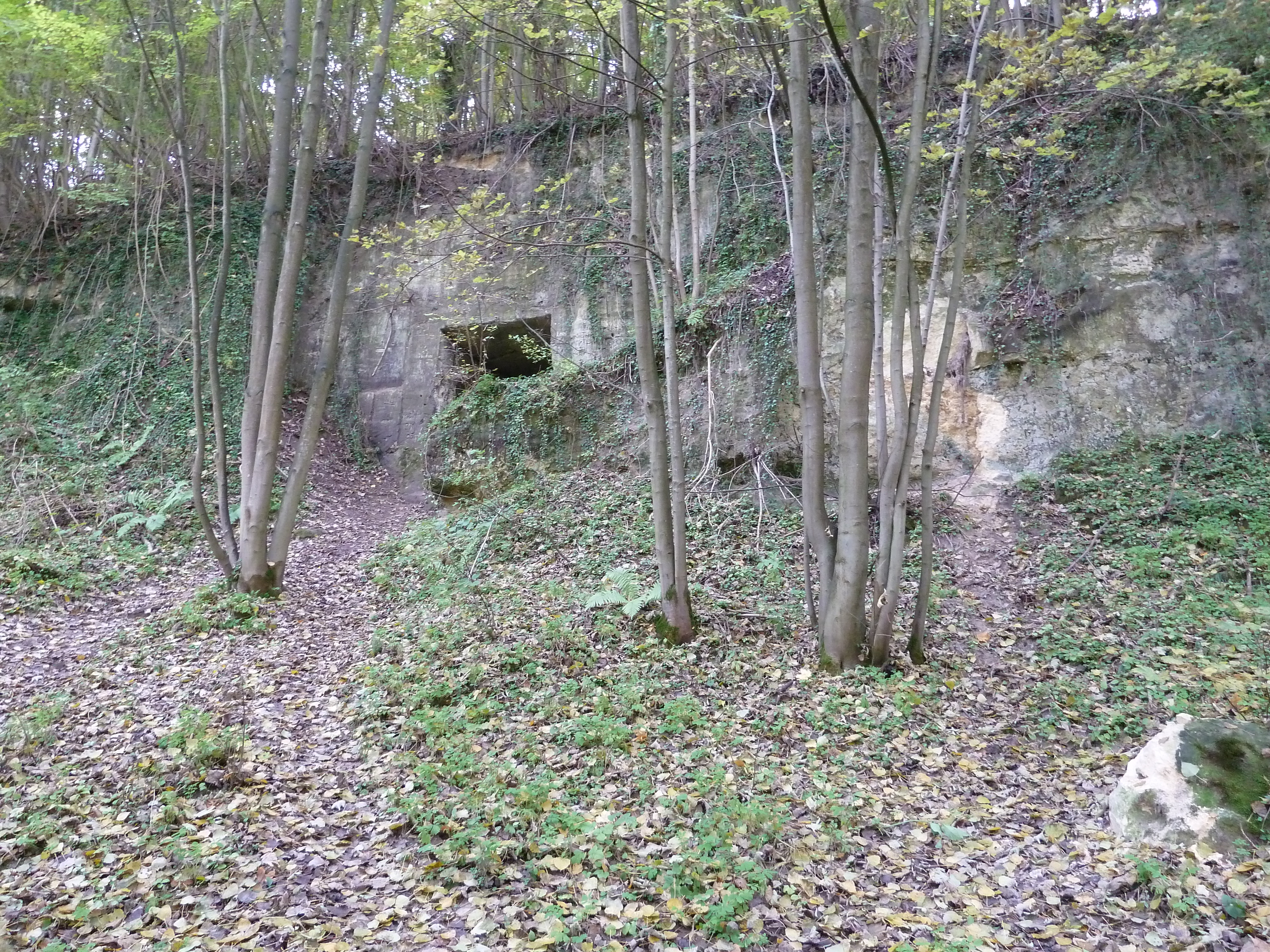
Idem
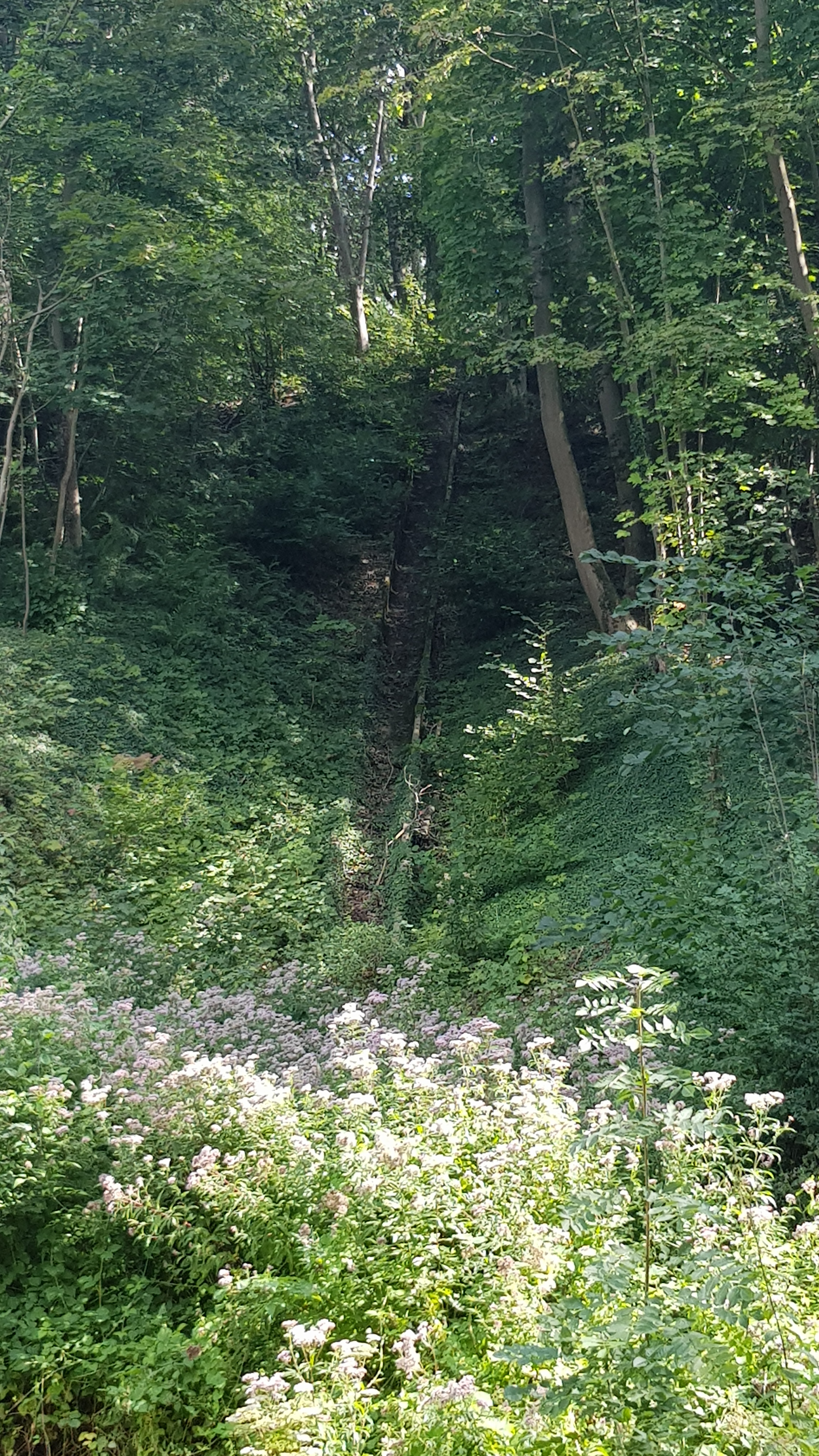
Voormalige kiezelbaan voor het transport van grind naar het dal

## Groeves
In en bij Geulhem liggen er verschillende mergelgroeves, waaronder (van oost naar west):
- Wolfsdriesgroeve
- Kloostergroeve
- Groeve boven Kloostergroeve
- Groeve het Paradijsbergske Ia
- Groeve het Paradijsbergske I
- Groeve Nieuw Paradijsbergske
- Groeve het Paradijsbergske II
- Groeve het Paradijsbergske IIa
- Groeve het Paradijsbergske III
- Heidegroeve
- Barakkengroeve
- Studentengroeve
- Koepelgroeve
- Amorgroeve
- Rotswoningen van Geulhem
  - Dubbele rotswoning van Geulhem (verdwenen)
- Geulhemmergroeve
- Mussenputgroeve
- Slangenberggroeve
- Bronsdaelgroeve
- Curfsgroeve (+ kalkoven)
- Vlaberggroeve
- Groeve in de Dolekamer
- Groeve achter de Kalkbranderij (+ kalkoven)
- Groeve westelijk van Kalkbranderij
- Schuncktunnel
- Groeve onder de Leeraarsgroeve
- Leeraarsgroeve
- Ravensgroeve II
- Groeve Onder de Ravengroeve
- Ravensgroeve I